# Lynch (Nebraska)
Lynch és una població dels Estats Units a l'estat de Nebraska. Segons el cens del 2000 tenia 269 habitants.

## Demografia
Segons el cens del 2000, Lynch tenia 269 habitants, 131 habitatges, i 78 famílies. La densitat de població era de 185,5 habitants per km².
Dels 131 habitatges en un 18,3% hi vivien nens de menys de 18 anys, en un 52,7% hi vivien parelles casades, en un 3,8% dones solteres, i en un 39,7% no eren unitats familiars. En el 38,2% dels habitatges hi vivien persones soles el 22,1% de les quals corresponia a persones de 65 anys o més que vivien soles. El nombre mitjà de persones vivint en cada habitatge era de 2,05 i el nombre mitjà de persones que vivien en cada família era de 2,63.
Per edats la població es repartia de la següent manera: un 21,2% tenia menys de 18 anys, un 3,3% entre 18 i 24, un 15,6% entre 25 i 44, un 31,2% de 45 a 60 i un 28,6% 65 anys o més.
L'edat mediana era de 51 anys. Per cada 100 dones de 18 o més anys hi havia 100 homes.
La renda mediana per habitatge era de 25.333 $ i la renda mediana per família de 29.792 $. Els homes tenien una renda mediana de 23.571 $ mentre que les dones 24.583 $. La renda per capita de la població era de 15.702 $. Aproximadament el 5,2% de les famílies i l'11% de la població estaven per davall del llindar de pobresa.

## Poblacions més properes
El següent diagrama mostra les poblacions més properes.